# Apati
 Denne artikel bør gennemlæses af en person med fagkendskab for at sikre den faglige korrekthed.

 Der er for få eller ingen kildehenvisninger i denne artikel, hvilket er et problem. Du kan hjælpe ved at angive troværdige kilder til de påstande, som fremføres i artiklen.

Apati er en psykologisk betegnelse for en tilstand af ligegyldighed — hvor en person er uimodtagelig eller "ligeglad" med aspekter af følelses-, socialt eller fysisk liv. Klinisk apati betragtes som værende på et hævet niveau, mens et moderat niveau kan betragtes som depression, og et ekstremt niveau kan diagnosticeres som en dissociativ forstyrrelse. De fysiske aspekter ved apati, forværring af den fysiske tilstand, muskeltab og mangel på energi, kaldes letargi — hvilket også har mange patologiske årsager.
Apati kan have et specifikt objekt — det kan være rettet mod en person, aktivitet eller et miljø. Det er en ofte set reaktion på stress hvor den giver sig udslag i "indlært hjælpeløshed". Apati kan også afspejle en ikke-patologisk mangel på interesse for ting som man ikke synes er vigtige.
Visse stoffer er også kendt for at skabe symptomer på apati.

## Historie
Apati stammer etymologisk set fra græsk απάθεια (apatheia), et begreb brugt af stoikerne til at vise en ligegyldighed man ikke er ansvarlig for. Begrebet blev derefter brugt af de kristne, som brugte begrebet til når man udviser en foragt for alle jordiske bekymringer, en tilstand af sorg. Sådan er ordet blevet brugt efterfølgende af troende forfattere.
Begrebet apati blev mere sympatetisk accepteret i popkulturen under 1. verdenskrig, hvori de forfærdende tilstande på Vestfronten førte til apati og granatchok blandt millioner af soldater. [kilde mangler]